# Henry Somerset, I marchese di Worcester
Henry Somerset, I marchese di Worcester (1590 – 18 dicembre 1646), è stato un nobile inglese.

## Biografia
Era il figlio di Edward Somerset, IV conte di Worcester, e di sua moglie Elizabeth Hastings. Crebbe nella fede protestante ma si convertì al cattolicesimo giovanissimo.
Era considerato un pari straordinariamente ricco, con un reddito di £ 24.000. Quando iniziò la guerra, ha affermato di aver speso e prestato £ 900.000 per la causa monarchica. Per il suo sostegno finanziario al re Carlo I, all'inizio della Prima Guerra civile inglese, è stato creato primo marchese di Worcester, il 2 novembre 1642.
Dopo la battaglia di Naseby, re Carlo si rifugiò a Raglan, nel periodo da giugno a settembre 1645. L'anno successivo, il marchese fu costretto ad arrendersi Raglan Castle, alle forze di Sir Thomas Morgan, I Baronetto, nel 1646, che segnò la fine effettiva della guerra civile in Galles.

## Matrimonio
Il 16 giugno 1600 sposò Anne Russell (1584 - 8 aprile 1639), figlia di John Russell, III Barone Russell, ed Elizabeth Cooke. Ebbero nove figli, tra cui:
- Edward Somerset (9 marzo 1602/1603 - 3 aprile 1667);
- Thomas Somerset, prete cattolico;
- John Somerset, sposò Maria Arundell, non ebbero figli;
- Elizabeth Somerset (1618 - 1684), sposò Francis Browne, III visconte Montagu, ebbero figli;

## Morte
Morì nel 1646 e fu sepolto nella St. George's Chapel.